# بطحيش بقري
بطحيش بقري (الاسم العلمي: Cyprinodon bovinus) (بالإنجليزية: Leon Springs pupfish)‏ هو نوع من الأسماك يتبع جنس البطحيش من الفصيلة البطحيشية.